# Tanglapui
Tanglapui is een bestuurslaag in het regentschap Alor van de provincie Oost-Nusa Tenggara, Indonesië. Tanglapui telt 955 inwoners (volkstelling 2010).